# Atlantosuchus
Atlantosuchus — вимерлий рід дирозавридових крокодиломорфів з Марокко. Однією з визначальних характеристик, яка відрізняє його від інших довгомордих дирозавридів, була його пропорційно подовжена морда, найдовша за розміром тіла серед усіх дирозавридів. Вважається, що Rhabdognathus, гіпозауриновий дирозаврид, був найближчим родичем роду.